# مونته‌بلو ویچنتینو
مونته‌بلو ویچنتینو (به ایتالیایی: Montebello Vicentino) یک کومونه در ایتالیا است که در استان ویچنزا واقع شده‌است. مونته‌بلو ویچنتینو ۲۱ کیلومترمربع مساحت و ۶٬۲۹۰ نفر جمعیت دارد و ۴۸ متر بالاتر از سطح دریا واقع شده.